# Mireia Belmonte
Mireia Belmonte García (ur. 10 listopada 1990 w Badalonie) – hiszpańska pływaczka, mistrzyni olimpijska (2016), mistrzyni świata i Europy na długim i krótkim basenie, rekordzistka świata na basenie 25-metrowym. 

## Kariera
Specjalizuje się w pływaniu stylem zmiennym, a jej atutem jest styl motylkowy. Jej największym dotychczasowym osiągnięciem jest złoty medal mistrzostw Europy w 2008 roku w Eindhoven na 200 m stylem zmiennym oraz dwa złote medale mistrzostw świata na krótkim basenie (25 m). W 2010 roku zdobyła trzy złote medale w mistrzostwach świata na basenie 25 m w Dubaju w wyścigach na 200 m stylem motylkowym oraz na 200 m i 400 m zmiennym. Były to pierwsze złote medale dla Hiszpanii w historii mistrzostw świata na krótkim basenie.
Podczas igrzysk olimpijskich w Londynie zdobyła dwa srebrne medale, na dystansie 200 m stylem motylkowym i 800 m stylem dowolnym. Cztery lata później, na igrzyskach w Rio de Janeiro zdobyła brązowy medal w konkurencji 400 m stylem zmiennym w finale uzyskując czas 4:32,39 i złoty na 200 m stylem motylkowym z czasem finałowym 2:04,85 min.

### Rekordy świata (basen 25 m)
| Konkurencja             | Rezultat     | Data              | Miejsce               | Status                                |
| ----------------------- | ------------ | ----------------- | --------------------- | ------------------------------------- |
| 800 m stylem dowolnym   | 7:59,34 min  | 10 sierpnia 2013  | Berlin                | do 5 listopada 22 Katie Ledecky       |
| 400 m stylem dowolnym   | 3:54,52 min  | 11 sierpnia 2013  | Berlin                | do 4 października 2018 Wang Jianjiahe |
| 1500 m stylem dowolnym  | 15:26,95 min | 29 listopada 2013 | Castellón de la Plana | do 9 sierpnia 2014 Lauren Boyle       |
| 1500 m stylem dowolnym  | 15:19,71 min | 12 grudnia 2014   | Sabadell              | do 16 listopada 2019 Sarah Köhler     |
| 200 m stylem motylkowym | 1:59,61 min  | 3 grudnia 2014    | Doha                  | aktualny                              |
| 400 m stylem zmiennym   | 4:19,86 min  | 3 grudnia 2014    | Doha                  | do 2 grudnia 2015 Katinka Hosszú      |
| 400 m stylem zmiennym   | 4:18,94 min  | 12 sierpnia 2017  | Eindhoven             | aktualny                              |